# Animal Magnetism
Animal Magnetism es el séptimo álbum de estudio de la banda alemana de hard rock y heavy metal Scorpions, publicado en 1980 en Europa por el sello Harvest/EMI y en los Estados Unidos por Mercury Records. Su grabación se llevó a cabo entre diciembre de 1979 y febrero de 1980 en los Dierks Studios de Colonia pero, a diferencia de sus anteriores álbumes, se tuvo que realizar en el estudio dos ya que por aquel entonces el principal estaba en remodelación. 
En general, recibió positivas reseñas de parte de la prensa especializada, hasta el punto que el periodista británico Malcolm Dome lo nombró como un disco «injustamente subestimado». Además, obtuvo en algunas listas musicales posiciones similares a Lovedrive del año anterior; inclusive fue el primer álbum de la banda en entrar al conteo de Canadá. Por su parte, su portada generó cierta controversia con las tiendas distribuidoras estadounidenses, pero a diferencia de sus trabajos anteriores, esta no se censuró. En cuanto a su promoción, entre abril y octubre de 1980 la banda se embarcó en la gira Animal Magnetism Tour que contó con más de cien presentaciones por Europa, Canadá y los Estados Unidos.
En 2015, con motivos de la celebración del 50° aniversario de la banda, se remasterizó con seis pistas adicionales entre las que destacó el tema «Hey You», que originalmente se había publicado como sencillo en 1980 en muy pocos países.

## Antecedentes

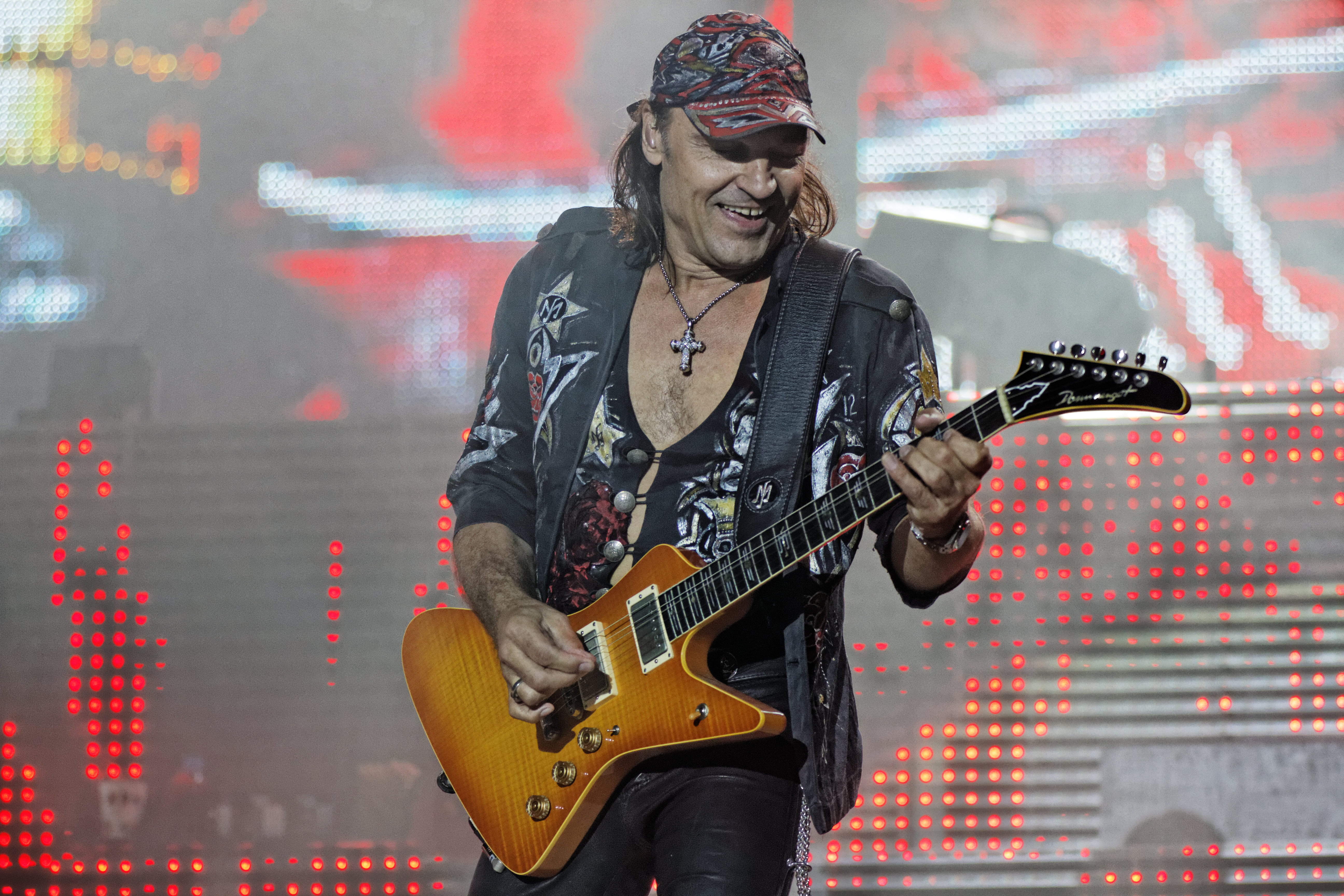
Matthias Jabs fue el responsable de incluir el talk box en la canción «The Zoo»

Desde mediados de la década de 1970, Scorpions tenía el objetivo de poder tocar en los Estados Unidos, pero no contaban con el apoyo de RCA Records. Una vez que su contrato con la discográfica caducó, la banda no quiso renovarlo y decidió firmar con la compañía Breeze Music del productor Dieter Dierks. Con la meta de ponerlos en el mercado estadounidense, Breeze logró un acuerdo con Mercury Records y con la agencia Leber & Krebs, el primero para que distribuyera sus discos en ese país y el segundo para que coordinara una serie de conciertos. En 1979, como parte de la gira promocional de Lovedrive, Scorpions consiguió tocar por primera vez por los Estados Unidos. Aun cuando se presentaron como teloneros de otros artistas, sus conciertos fueron tan bien evaluados que Mercury y Leber & Krebs los obligaron a grabar un nuevo álbum para volver a presentarse en ese país lo antes posible, porque esta última ya los tenía considerados para una nueva gira durante el verano boreal de 1980.

## Grabación y composición
Su grabación se llevó a cabo entre diciembre de 1979 y febrero de 1980 en los Dierks Studios de Colonia. Producido por el alemán Dieter Dierks, Animal Magnetism, a diferencia de sus anteriores álbumes, se tuvo que registrar en el estudio dos porque el principal —el estudio uno— estaba en remodelación. Debido a que era mucho más pequeño y con una sala de control diminuta en relación con el principal, las condiciones de trabajo no fueron las ideales. Al respecto, en una entrevista al batería Herman Rarebell en 1981 afirmó que se vieron obligados a aceptarlas porque gran parte de su gira promocional ya estaba programada, incluso antes de que su grabación comenzara.
Rarebell tuvo una mayor participación en el proceso de composición, ya que fungió como escritor o coescritor de las letras en siete de las diez canciones. El álbum parte con «Make It Real», un tema de arena rock en que las guitarras de Matthias Jabs y Rudolf Schenker apoyan melódicamente a la voz de Klaus Meine. Además de considerarla como una de sus favoritas, Rarebell —quien escribió toda la letra— señala que esta trata sobre perseguir los sueños y hacerlos realidad. Basada en un hecho que le ocurrió al batería, «Don't Make No Promises (Your Body Can't Keep)» relata la historia de una mujer que persuade al músico a tener sexo, pero cuando llega el momento, él descubre que sus senos eran falsos y usaba una peluca. Con una semejanza a «Another Piece of Meat» del año anterior, debido a su sonido agresivo y metalero, y por su «letra sucia», esta es la única canción del disco en que Jabs recibió créditos como cocompositor. En contraparte, «Hold Me Tight» es una pista de hard rock más lenta y cuenta la historia de una pareja separada debido al estilo de vida nómade del roquero. «Twentieth Century Man» sigue la misma línea en cuanto al tempo, pero presenta un leve toque de funk en su ritmo; en ella, «Meine lamenta la pérdida de la conexión humana en la era de la tecnología».
«Lady Starlight», la única power ballad de álbum, posee una letra que recuerda a la época de Uli Jon Roth según el crítico Martin Popoff, debido a su mensaje de soledad y amor perdido. En esta, la banda incluyó por primera vez en su historia una sección de cuerdas y una de vientos. Como el espacio en el estudio dos de Colonia era pequeño, los arreglos orquestales tuvieron que ser grabados en los Manta Sound Studios de Toronto, Canadá, bajo la conducción del director de orquesta Allan Macmillan. «Falling in Love» la compuso íntegramente Rarebell mientras estaban de gira y le tarareó el riff a Jabs y Schenker para que la trascribieran a la guitarra. Según Popoff, posee una «melodía de arena rock rítmica, irresistible y sólida», y tiene ciertas similitudes con la posterior «Rock You Like a Hurricane». «Only a Man» nació de un riff de Schenker, quien le pidió a Rarebell que escribiera «algo sucio» para acompañarlo. Por ello, relata la historia de las groupies y como los músicos se lamentan de volver a casa.

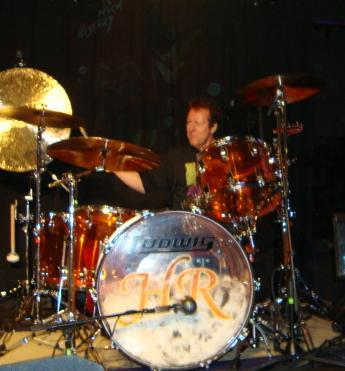
Herman Rarebell fue el músico que más colaboró en el proceso de composición, ya que escribió o coescribió siete de las diez canciones

«The Zoo» la crearon cuando visitaron por primera vez Nueva York durante la gira de Lovedrive. Schenker contó que uno de sus agentes los invitó a recorrerla y se refirió a ella como «así que este es el zoológico». Luego de escribir el riff principal el guitarrista se la presentó a Meine, quien se acordó de ese hecho y le escribió la letra. Para añadirle una «atmósfera extra», Jabs sugirió incluir un elemento nuevo a su sonido: el talk box. A pesar de que es una de sus canciones más populares, Schenker quedó disconforme con el resultado inicial, pero no pudieron modificar nada porque el sello ya estaba pidiendo las pistas. Por esa razón, él señaló que la versión en vivo es muy diferente a la de estudio. La pista final, «Animal Magnetism», es la más lenta del disco. Posee un «ritmo tortuoso» liderado por la batería, tiene unas «guitarras ágiles y hábiles», y cuenta con una letra «aún más tortuosa». De acuerdo con Popoff, esta canción «es el testimonio de los talentos, los tonos y las performances de la banda». En algunos determinados mercados se incluyó a «Hey You», la que es cantada por Schenker y presenta un ritmo simple y «algo deficiente» según Popoff.

## Lanzamiento y recepción comercial
Animal Magnetism salió a la venta el 31 de marzo de 1980 por los sellos Harvest/EMI para Europa y por Mercury para los Estados Unidos. El 5 de julio del mismo año llegó hasta el puesto 52 en el Billboard 200 y permaneció en la lista estadounidense durante veintiún semanas en total. El 8 de marzo de 1984 el organismo Recording Industry Association of America (RIAA) le entregó la certificación de disco de oro y el 28 de octubre de 1991 la de platino, luego de vender más de un millón de copias en los Estados Unidos. Por su parte, ingresó en la lista canadiense y logró su máxima posición el 19 de julio de 1980, (puesto 76). Además, en 1985 la CRIA le confirió un disco de oro por superar las cincuenta mil copias vendidas en Canadá. En cuanto a los países europeos, en Alemania alcanzó el lugar 12 y se mantuvo en el conteo local durante veinticinco semanas consecutivas. De acuerdo con la revista Billboard, hasta septiembre de 1981 se habían vendido 200 000 copias en ese país. También llegó hasta la posición 23 en el UK Albums Chart del Reino Unido y a la 37 en el Sverigetopplistan de Suecia.

## Promoción
Para difundir el álbum, se lanzaron tres sencillos durante 1980: «Make It Real», «The Zoo» y «Hey You». Los dos primeros ingresaron en la lista de sencillos del Reino Unido en los puestos 72 y 75 respectivamente. Publicada en septiembre de 1980,, «Hey You» no debutó en ningún conteo musical, ya que se editó en una versión limitada de copias y en muy pocos países. El 11 de abril de 1980 en la ciudad alemana de Kaunitz se dio inicio a la gira promocional Animal Magnetism Tour, que les permitió tocar por primera vez en Canadá. Entre finales de mayo y principio de agosto, Scorpions tocó nuevamente en los Estados Unidos como banda de soporte principalmente de Ted Nugent; presentaciones que los ayudó a posicionarse en el mercado local. El último concierto se celebró el 28 de octubre de 1980 en Londres, Inglaterra.

## Portada
El diseñador británico Storm Thorgerson de la firma Hipgnosis creó la portada, en donde se aprecia a una mujer y a un perro arrodillados ante un hombre que está de espalda a la cámara. De acuerdo con el vocalista Klaus Meine, lo buscaron porque «queríamos repetir la vibra [de la carátula de Lovedrive], sabiendo que con Higpnosis encontraríamos de inmediato la portada correcta». Considerada por Meine como una «portada sexual», la imagen generó varias críticas en los Estados Unidos, porque los distribuidores estimaron que violaba los derechos religiosos y la nombraron un «acto inmoral». En 1984, el vocalista relató que escuchó que muchas personas la consideraron misógina, por el hecho de que la mujer estaba arrodillada. A pesar de la controversia, esta no se censuró a diferencia de la de sus discos anteriores. Al respecto, Thorgerson en una entrevista comentó: «Esa era divertida (...) No creo que la hayamos comprendido tampoco, lo único que sabía era que había algo grosero en alguna parte».
Por su parte, años más tarde en una entrevista al bajista Francis Buchholz añadió: «A Herman se le ocurrió el título para el álbum Animal Magnetism y a todos nos gustó, porque era un título interesante. Así que buscamos a Storm, que trabajaba con las portadas de Pink Floyd, creo que hizo la del tipo con las llamas. Entonces a Storm se le ocurrió la idea de la portada. A mí personalmente no me gustó, pero al resto de la banda les encantó. A mí me gustó el perro».
Martin Popoff sugiere que esta portada inspiró la polémica similar de Spinal Tap en el falso documental This Is Spinal Tap. En 2021, Sam Young, de la revista Kerrang!, la incluyó en la lista de las 50 peores portadas de la historia, afirmando de manera irónica que las mujeres y los dóberman les gusta ver a un hombre con pantalones, así que «si al mirar esta imagen se te ocurre algo más, no tienes remedio».

## Remasterización: Edición del 50° aniversario
Por motivos de la celebración del 50° aniversario de la banda, el 6 de noviembre de 2015 se relanzó con el título de Animal Magnetism 50th Anniversay. Esta reedición incluyó seis canciones como pistas adicionales: «Hey You», las maquetas de «Animal Magnetism», «All Night Long» y de «American Girls», esta última descartada del listado original. Además, las primeras versiones de «Heroes Don't Cry» llamada «Get Your Love» y de «Twentieth Century Man» denominada «Restless Man».

## Comentarios de la crítica
Animal Magnetism recibió generalmente reseñas positivas de parte de la crítica especializada. Eduardo Rivadavia de Ultimate Classic Rock señaló que con este disco la banda inició «la década de los ochenta con la mirada puesta en los Estados Unidos, como ya lo había hecho en Europa e incluso en Japón». Además, realizó un ranking para calificar los álbumes de la banda de peor a mejor en donde lo posicionó en el puesto seis. Malcolm Dome de Classic Rock lo incluyó en la cuarta posición de los álbumes de la banda y mencionó que: «...sufrió por estar en medio de sus álbumes destacados Lovedrive y Blackout» y lo clasificó como un disco «injustamente subestimado». Will Harris de la revista en línea PopMatters, en su crítica al recopilatorio Bad for Good: The Very Best of Scorpions, afirmó que «...además de contener el sencillo "The Zoo", también tenía una portada que pudo haber inspirado la canción de Spinal Tap, "Bitch School"». Billboard lo consideró un álbum bien elaborado que se mantiene fiel al heavy metal, en donde la banda forja su propio sonido y «crea riffs interesantes y arreglos inesperados» demostrando una «impresionante profundidad de conocimiento musical». Las canciones «Don't Make No Promises», «Twentieh Century Man», «The Zoo», «Lady Starlight» y «Animal Magnetism» fueron seleccionadas como las mejores. En 1982, la revista también indicó que «fue otro éxito instantáneo, repitiendo o superando las exitosas ventas de sus álbumes anteriores». Mientras que David Fricke de Rolling Stone señaló que no era «tan estupendo» como Lovedrive, pero que tenía «frenéticas canciones roqueras como "Falling in Love" y la bastante comercial "Make It Real"». Cashbox lo llamó «un éxito», pues posee «música heavy metal de sementales pavoneándose, cargada de ganchos que ha hecho de esta banda una de las atracciones favoritas de las giras de Europa».
Por su parte, Barry Weber del sitio AllMusic le dio dos estrellas y media de cinco, y afirmó que «es un tanto decepcionante en comparación con su predecesor» a pesar de que contiene algunos clásicos como «The Zoo» y «Make It Real». Asimismo señaló: «Aunque lejos de ser malo, Animal Magnetism no es un punto alto en la carrera de Scorpions». Con una opinión similar, Fraser Lewry de Classic Rock, en su crítica a la reedición del 50° aniversario, indicó que: «Es deslucido, pero presenta el mejor momento de la banda, "The Zoo", un tributo hipnótico y arrogante al distrito rojo de Nueva York». A pesar de aquello le otorgó una calificación de siete sobre diez. Por su parte, el crítico canadiense Martin Popoff lo posicionó en el puesto 349 en su libro Los 500 álbumes de heavy metal de todos los tiempos.

## Lista de canciones
| N.º | Título                                          | Escritor(es)              | Duración |  |
| 1.  | «Make It Real»                                  | Schenker, Rarebell        | 3:52     |  |
| 2.  | «Don't Make No Promises (Your Body Can't Keep)» | Jabs, Rarebell            | 3:00     |  |
| 3.  | «Hold Me Tight»                                 | Schenker, Meine, Rarebell | 4:01     |  |
| 4.  | «Twentieth Century Man»                         | Schenker, Meine           | 3:06     |  |
| 5.  | «Lady Starlight»                                | Schenker, Meine           | 6:20     |  |
| 6.  | «Falling in Love»                               | Rarebell                  | 4:14     |  |
| 7.  | «Only a Man»                                    | Schenker, Meine, Rarebell | 3:37     |  |
| 8.  | «The Zoo»                                       | Schenker, Meine           | 5:33     |  |
| 9.  | «Animal Magnetism»                              | Schenker, Meine, Rarebell | 6:00     |  |

| Pista adicional en ciertas ediciones y en la remasterización de 2001 |           |                           |          |  |
| N.º                                                                  | Título    | Escritor(es)              | Duración |  |
| 10.                                                                  | «Hey You» | Schenker, Meine, Rarebell | 4:30     |  |

| Pistas adicionales en la versión 50th Anniversary |                                                          |                           |          |  |
| N.º                                               | Título                                                   | Escritor(es)              | Duración |  |
| 10.                                               | «Hey You»                                                | Schenker, Meine, Rarebell | 3:49     |  |
| 11.                                               | «Animal Magnetism» (versión demo)                        | Schenker, Meine, Rarebell | 4:32     |  |
| 12.                                               | «American Girls» (versión demo)                          | Schenker, Meine           | 3:30     |  |
| 13.                                               | «Get Your Love» (versión demo de «Heroes Don't Cry»)     | Schenker, Meine           | 3:40     |  |
| 14.                                               | «Restless Man» (versión demo de «Twentieth Century Man») | Schenker, Meine           | 3:19     |  |
| 15.                                               | «All Night Long» (versión demo)                          | Meine, Uli Jon Roth       | 5:00     |  |

## Posicionamiento en listas musicales
| País           | Lista (1980)              | Posición |
| -------------- | ------------------------- | -------- |
| Alemania       | Media Control Charts      | 12       |
| Canadá         | RPM Top Albums            | 76       |
| Estados Unidos | Billboard 200             | 52       |
| Estados Unidos | Cashbox Top 100 Albums    | 51       |
| Estados Unidos | Record World Albums Chart | 63       |
| Reino Unido    | UK Albums Chart           | 23       |
| Suecia         | Sverigetopplistan         | 37       |
| País           | Lista (2015)              | Posición |
| Bélgica        | Ultratop                  | 137      |
| Japón          | Japan Albums Chart        | 88       |

| País     | Lista (1980)         | Posición |
| -------- | -------------------- | -------- |
| Alemania | Media Control Charts | 44       |

## Certificaciones
| País           | Organismo certificador | Certificación | Ventas certificadas | Ref.   |
| -------------- | ---------------------- | ------------- | ------------------- | ------ |
| Canadá         | CRIA                   | Oro           | 50 000              | [ 18 ] |
| Estados Unidos | RIAA                   | Platino       | 1 000               | [ 16 ] |

## Créditos
| - Klaus Meine: voz - Rudolf Schenker: guitarra rítmica, coros y voz principal en «Hey You» - Matthias Jabs: guitarra líder, coros y talk box - Francis Buchholz: bajo y coros - Herman Rarebell: batería y coros Músicos invitados en «Lady Starlight» - Allan Macmillan: dirección de orquesta - Adele Arman y Victoria Richard: violín - Paul Arman: viola - Richard Arman: chelo - Charles Elliot: contrabajo - Melvin Berman: oboe - George Stimpson y Brad Wamaar: trompa | - Dieter Dierks: productor y mezcla - Hipgnosis: diseño de portada y fotografía - Jens Müller-Koslowski y John Cremer: remasterización |

Fuente: Contraportada de Animal Magnetism.